# Xiaomi
Xiaomi er en kinesisk producent af forbrugerelektronik og verdens fjerdestørste producent af mobiltelefoner.
Grundlægger og CEO i Xiaomi, Lei Jun, er ifølge Forbes den 11. rigeste person i Kina.
Xiaomi udgav sin første smartphone i august 2011 og fik hurtigt en stor markedsandel i Kina, så stor at de blev Kinas største smartphone selskab i 2014.
I 2018 indledte den kinesiske mobilproducent et samarbejde med Hutchison, der ejer 3, om at sælge dets produkter i Danmark. 